# Willem Loré
Willem Loré (Leeuwarden, 1679 – Franeker, 22 mei 1744) was een Friese waterbouwkundige, die bekend geworden is door de dijken die hij heeft ontworpen, waaronder die voor de Nieuwe Bildtpolder, en de Dokkumer Nieuwe Zijlen.
Loré werd geboren als zoon van een voorzanger bij de Waalse gemeente. Zijn vader gaf daarnaast les in wiskunde en Frans. Toen de jonge Loré 12 jaar was, overleed zijn vader en kwam Loré in het Leeuwarder weeshuis terecht. Hij had talent voor wiskunde en was naast zijn dagelijks werk ijverig met wiskundestudie bezig.
Bij de regenten van het weeshuis viel zijn ijver op. Een van hen zorgde ervoor dat Willem werd ingeschreven aan de Universiteit van Franeker. Daar kreeg hij acht jaar les van professor Fullenius Jr. (1640-1707). Nadien werd hij gepromoveerd tot landmeter en werd hij instructeur aan de universiteit. Omdat hij geen Grieks en Latijn had geleerd, kon hij niet promoveren tot hoogleraar en was deze functie de hoogste die hij kon bereiken.
Wegens zijn bedrevenheid in de wiskunde werd hij regelmatig gevraagd om verdedigingswerken, dijken en sluizen te ontwerpen.
Voor de aanleg van dijken kwam Willem Loré met een revolutionair ontwerp. Door de dijken breder te maken, en vooral door ze een flauwere glooiing te geven, werd de kracht van de golven op de dijk niet zozeer gebroken als wel uitgeput. Zo konden de dijken een halve meter lager worden dan bestaande dijken terwijl ze toch sterker waren. Bovendien kon het paalwerk komen te vervallen dat ter bescherming aan de buitenkant van de bestaande dijken was geplaatst. Daardoor waren aanleg en onderhoud van de nieuwe dijken een stuk goedkoper. Willem Loré was opzichter bij  de inpoldering van de Bildtpollen in 1715, de afsluiting van het Dokkumer Diep in 1729 en de aanleg van de Koudumer Slaperdijk in 1732 en de Zuricher Slaperdijk in 1733.  De afsluiting van het Dokkumer Diep werd in opdracht van Gedeputeerde Staten van Friesland gestimuleerd door Michael Onuphrius thoe Schwartzenberg en Hohenlansberg en Philip Frederik Vegelin van Claerbergen, beiden bestuurders in het gebied. Willem Loré was hierbij de Ingenieur-uitvoerder. Ter gedachtenis van dit belangrijke werk werd door de Staten van Friesland daarbij een hardsteenen piramide opgericht, waarop naam en wapen der gecommitteerden zijn aangebracht, maar Loré niet genoemd wordt. 
Naast zijn werk bij de aanleg van sluizen en dijken bleef Willem Loré lesgeven aan de universiteit. In 1736 werd hij zelfs aangesteld aan het stadhouderlijk Hof te Leeuwarden, om de jonge Friese stadhouder prins Willem Karel Hendrik Friso in de wiskunde te onderwijzen. In 1743 kreeg Loré nog een onderscheiding voor zijn verdiensten. Hij werd op 1 juli 1743 aangesteld als buitengewoon hoogleraar in de wiskunde. Lang kon hij niet van deze positie genieten, want hij stierf bijna 11 maanden later, op 65-jarige leeftijd.
Naar Loré is een sluis genoemd in de Dokkumer Nieuwe Zijlen (de Willem Lorésluis (1969)), en een straat in de Leeuwarder buurt Welgelegen.